# COVID-19 в Республике Косово
В статье описывается хронология распространения и последствия пандемии коронавирусной инфекции COVID-19 в частично признанном государстве Республика Косово в 2019 и 2020 годах, а также меры, предпринятые для борьбы с ней. Инфекция COVID-19 представляет собой опасную потенциально тяжёлую острую респираторную инфекцию, вызываемую вирусом SARS-CoV-2, выявленным в конце 2019 года. В январе 2020 года Всемирная организация здравоохранения объявила о вспышке эпидемии COVID-19, а в марте 2020 года признала её пандемией, охарактеризовав этим мировое распространение болезни.
16 марта 2020 года государство было переведено в чрезвычайное положение в области общественного здравоохранения. Согласно данным сайта ArcGIS, на 18 июля 2020 года в Республике Косово зарегистрировано 5472 случаев инфицирования, 124 человека погибло и 2640 выздоровело.
Пандемия серьёзно повлияла на развитие экономики республики. Одним из наиболее пострадавших секторов экономики относится туризм. Проведены исследования влияния режима самоизоляции на пищевые привычки, образ жизни и уровень стресса населения Косово.

## Хронология

### 13—20 марта
13 марта 2020 года заразились первые два человека в стране: 77-летний мужчина из Витины и итальянская девушка в возрасте около 20 лет, работавшая в Клине. Правительство Республики Косово приняло решение о введении картина в этих двух городах и блокировки въездов и выездов в них.
14 марта подтвердился третий случай, член семьи 77-летнего мужчины из Витины дал положительный результат при прохождении тестирования на COVID-19. В тот же день были подтверждены два новых случая: инфицированными оказались 42-летний мужчина из Витины и 37-летняя женщина из Малишево. После того как стало известно о первом случае заболевания в городе Малишево, премьер-министр Косова Альбин Курти принял решение о введении карантина во всей одноимённой общине.
15 марта было подтверждено 4 новых случая заболевания COVID-19, три из Малишево и один из Подуево. После новых случаев Министерство здравоохранения издало постановление правительства Косова о переводе государства в чрезвычайное положение в области общественного здравоохранения.
18 марта было сообщено о двадцатом случае заболевания COVID-19 в Республике Косово. 55-летняя женщина из Подуево получила положительный результат после прохождения COVID-19 тестирования. Вечер этого дня стал первым вечером после 13 марта, во время которого не было подтверждено ни одного случая заболевания COVID-19.

### 20—31 марта
Ранним утром 22 марта подтвердился случай заболевания 31-летнего мужчины из села Сеник в общине Малишево. В тот же день было сообщено о первой смерти от COVID-19 в государстве. 82-летний мужчина из деревни Думница возле Подуево, заразившийся вирусом в результате контакта со своими сыном и дочерью, стал первой жертвой пандемии в Республике Косово. До заражения погибший страдал от сердечной недостаточности и хронической болезни лёгких, и на шестой день инфекции у него были признаки лёгочной инфильтрации и массивной пневмонии с левой стороны. В тот же день были подтверждены ещё два новых случая заболевания: 50-летняя женщина из деревни Врапчич в общине Гнилане и 53-летнего мужчины из деревни Доманек возле Малишево оказался положительный результат в тестировании на COVID-19.
Днём 23 марта количество случаев заболевания в стране достигло 61.
24 марта вступило в силу решение Правительства Республики Косово о прекращении передвижения людей по улице, а также транспортных средств на последующие дни, принятое накануне, предусматривающее остановку движения, за исключением чрезвычайных случаев, с 10:00 до 16:00 и с 20:00 до 06:00.
26 марта подтвердился первый случай выздоровления от COVID-19 в Республике Косово.
27 марта Министерство здравоохранения объявило, что в Республике Косово проведено около 7000 тестирований на COVID-19.
31 марта Европейский союз подписал контракт о выделении Республике Косово 5 млн евро на борьбу с COVID-19, а также о поставке специализированного лабораторного оборудования и инструментов для защиты от инфицирования и его лечения для нужд Университетского клинического центра в Приштине. Помимо этого, Евросоюз выделил 63 млн евро на восстановление нарушившейся из-за пандемии экономики в Республике Косово.

### Апрель
1 апреля стало известно о выздоровлении нулевого пациента — девушки из Италии, работавшей в Клине.

## Влияние на политику
18 марта министр внутренних дел Агим Велиу был уволен из-за его поддержки объявления чрезвычайного положения в связи с пандемией COVID-19, которое дало бы власть Совету безопасности Косова под председательством президента Республики Косово Хашима Тачи. В ночь на 25 марта кабинет Курти был свергнут движением недоверия, инициированным в парламенте на собрании Демократической лигой Косова.

## Международная помощь
Ниже перечислены государства и международные организации, которые направили правительству Республики Косово помощь и средства для оказания помощи в борьбе с пандемией:
- Европейский союз 25 марта 2020 года пожертвовал 68 млн евро на борьбу с распространением COVID-19[35].
- США 27 марта 2020 года пожертвовали 1,1 млн евро на борьбу с COVID-19[36].
- Швейцария 3 апреля 2020 года пожертвовала 500 000 швейцарских франков на борьбу с распространением COVID-19[37].
- Норвегия 6 апреля 2020 года пожертвовала 450 000 евро на борьбу с распространением COVID-19[38].
- Турция 8 апреля 2020 года пожертвовала медицинские маски, защитные костюмы и 1000 комплектов для тестирования на COVID-19[39].
- ЮНИСЕФ 13 апреля 2020 года пожертвовал 1,5 тонны медицинской помощи[40].
- Сербия 17 апреля 2020 года пожертвовала 1000 комплектов для тестирования на COVID-19[41].
- Польша 22 мая 2020 года пожертвовала 50 000 медицинских масок[42].
- Япония 26 мая 2020 года пожертвовала 718 000 долларов на борьбу с распространением COVID-19[43].
- Италия 28 мая 2020 года пожертвовала защитное снаряжение[44].
- Австрия 29 мая 2020 года пожертвовала 250 000 евро на борьбу с распространением COVID-19[45].